# Ce univers nebun
What Mad Universe (cu sensul de Ce univers nebun!) este un roman științifico-fantastic din 1949 scris de autorul american Fredric Brown.

## Prezentare
Keith Winton este editorul unei reviste științifico-fantastice. Însoțit de frumoasa sa prietenă, Betty, de care este îndrăgostit, îi vizitează pe prietenii săi aflați într-o locuință elegantă din Catskills. Din păcate, în aceeași zi, are loc lansarea unei rachete experimentale. După ce Betty se întoarce la New York, Keith Winton a rămas singur în grădina gazdelor sale. Brusc, motorul rachetei (a cărei lansare a fost un eșec) se prăbușește și explodează în grădina în care se află Keith Winton. Din cauza exploziei toți din jur mor. Dar corpul lui Keith Winton nu este găsit  astfel încât se ajunge la concluzia că racheta a explodat prea aproape de el și l-a vaporizat. Dar adevărul este altul. Winton a ajuns într-un univers paralel ciudat, dar înșelător de similar cu cel în care a trăit. Nedumerit, Winton este uimit să descopere că o monedă numită "credit" a înlocuit dolarul american și întâlnește fete îmbrăcate sumar care sunt, în același timp, astronauți sau observă ființe ciudate de culoare roșie  numite "lunani" care se află în vacanță pe Pământ. Ajuns într-un bar din apropiere încearcă să plătească cu monedele din universul său, dar intră în necazuri fiind acuzat că ar fi un spion arcturian. După ce scapă din această încurcătură începe o viață sub acoperire, adunând informații despre acest nou univers în încercarea de a-și da seama cum să se întoarcă în universul său. Soluția ar fi să intre în legătură cu imposibilul erou "mai mare decât viața" care conduce lupta umanității împotriva amenințării arcturiene și a acolitului acestora "creierul artificial" denumit "Mekky" ... și de a se implica într-un plan de ultim moment pentru a contracara un atac violent cu o super-armă extraterestră de temut care ar distruge Sistemul Solar și Pământul.

## Stil
Romanul What Mad Universe este plin de umor, cea mai mare parte a acestuia provenind de la descrierea șocului cultural pe care protagonistul îl resimte dar și de la lucrurile ciudate care se găsesc în noul univers, cum ar fi o mașină de cusut care deschide calea călătoriei spațiale. Este o reprezentare pe jumătate în serios-jumătate plină de umor a societății moderne și a realităților lumii noastre. Stilul vesel al romanului va apărea în cărțile sale ulterioare, mai ales în lucrarea sa din 1955, Martians, Go Home.

## Recepție
Romanul a fost catalogat ca fiind unul dintre capodoperele literaturii științifico-fantastice de mai mulți critici ai genului, inclusiv:
- Annick Beguin, Les 100 principaux titres de la science-fiction, Cosmos 2000, 1981 ;
- Jacques Sadoul, Anthologie de la littérature de science-fiction, Ramsay, 1981 ;
- Jacques Goimard and Claude Aziza, Encyclopédie de poche de la science-fiction. Guide de lecture, Presses Pocket, coll. « Science-fiction », n°5237, 1986 ;
- Denis Guiot, La Science-fiction, Massin, coll. « Le monde de... », 1987 ;
- Enquête du Fanzine Carnage mondain auprès de ses lecteurs, 1989 ;
- Lorris Murail, Les Maîtres de la science-fiction, Bordas, coll. « Compacts », 1993 ;
- Stan Barets, Le science-fictionnaire, Denoël, coll. «Présence du futur», 1994.

Boucher și McComas au considerat What Mad Universe ca fiind cel mai bun roman SF al anului 1949, citând-ul ca pe un "amestec de umor, logică, teroare și satiră." P. Schuyler Miller a apreciat romanul ca fiind o "tocăniță veselă de ingrediente bine alese preparată cu toată acele diferențe importante care-i dau aroma."

## Legături externe
- Sci Fi Weekly's Classic Book Review Arhivat în 14 iulie 2007, la Wayback Machine.
- SF review Arhivat în 3 iunie 2013, la Wayback Machine.